# Nidelfladen
Nidelfladen (in der Ostschweiz üblicher Ausdruck; in anderen Kantonen Nidelwähe, Nidlechueche, in der französischsprachigen Schweiz Gâteau à la crême genannt) sind eine Spezialität der Schweizer Küche. 
Ähnlich wie bei den Wähen handelt es sich um flache, runde Kuchen mit wenig Teig. Gefüllt werden diese Kuchen jedoch mit einer mild-süss-sahnigen Füllung aus dickem Rahm, der in der Schweiz je nach Region Nidle oder Nidel genannt wird.
Es gibt eine Reihe von unterschiedlichen Nidelfladen-Varianten. Der Bündner Nidelfladen besteht beispielsweise nicht nur aus Teig und Rahm, sondern auch aus einem Obstmus aus getrockneten Birnenschnitzen, die mit Kirschwasser und Zimt parfümiert werden. Der Nidlechueche aus der Region um Murten gilt als regionale Spezialität und besteht dagegen aus einem Hefeteig, welcher in mehreren Schritten gebacken wird. Dabei wird der Kuchen jeweils mit dünnen Schichten bestehend aus Rahm oder Crème double sowie Zucker bestrichen.